# III. Johanna navarrai királynő
Navarrai Johanna (születési nevén magyarosan Albret Johanna, franciául: Jeanne d’Albret; Saint-Germain-en-Laye, Francia Királyság, 1528. január 7. – Párizs, Francia Királyság, 	1572. június 9.), az Albret-házból származó navarrai királyi hercegnő, apját követvén Navarra királynője, valamint Albret hercegnője, Foix és Bigorre grófnője, Béarn algrófnője és Andorra társúrnője 1555-től 1572-es haláláig. Első, Gazdag Vilmossal kötött házassága révén Jülich, Kleve és Berg hercegnéje, majd második házassága révén Vendôme hercegnéje Bourbon Antal herceg feleségeként. IV. Henrik francia király édesanyja.

## Élete
Johanna 1528. január 7-én született II. Henrik navarrai király és Marguerite d’Angoulême legidősebb, egyben egyetlen életben maradt gyermekeként. Öccse, János születése 1530-ban a trónöröklésben a második helyre szorította, János viszont öt hónapos korában meghalt, így újra Johanna lett a Navarrai Királyság trónörököse, majd apja 1555-ös halálát követően annak törvényes királynője.
A művelt és okos királynő a hugenottáknak, a francia kálvinistáknak egyik jelentős szellemi vezére volt. Ha kellett kemény harcokkal, ha pedig úgy kellett, akkor ügyes diplomáciával védte a nagyhatalmú Francia Királyság és Hispániai Királyságok közé szorult kis országnak, a Navarrai Királyságnak – pontosabban az ország megmaradt északi csücskének, Alsó-Navarrának – az önállóságát. Második férje Bourbon Antal herceg volt, Vendôme hercege, aki a házasságkötés révén Navarra iure uxoris királya lett, egyben az első navarrai uralkodó a Bourbon-házból.
Az 1562-ben kitört francia vallásháborúk sorozatában 1570-ben átmeneti békekötésre került sor. Ezt követően tárgyalások kezdődtek III. Johanna királynő és ellenfele, Medici Katalin francia királyné, a Valois-házbeli II. Henrik francia király (III. Johanna elsőfokú unokatestvérének) özvegye, a régensnő között, amelyek III. Johanna és Antal fiának, Henriknek Medici Katalin és II. Henrik leányával, Valois Margit hercegnővel való házasságához vezettek. A jeles esemény kapcsán Párizsban tartózkodó III. Johanna két hónappal az esküvő előtt meghalt, egyesek szerint Medici Katalin megmérgeztette, de ez nem bizonyított. (III. Johanna halála után került sor a hírhedt Szent Bertalan-éjre, 1572. augusztus 24-én.)
III. Johanna trónját fia, III. Henrik örökölte, aki 1572-től 1610-ig volt Navarra királya. Navarrai Henrik, aki Valois Margit hercegnő férjeként saját jogon mint a Capeting-ház tagja, igényt támaszthatott a francia trónra is, később ezért rekatolizált („Párizs megér egy misét”). 1589-ben kihalt a Valois–ház férfiága, és IV. Henrik néven Johanna fia lett az első francia király a Bourbon-házból. Bár a francia királyok ezután egészen a francia forradalomig viselték a „Franciaország és Navarra királya” címet, 1620-ban a Navarrai Királyság még megmaradt északi területeit beolvasztották a Francia Királyságba, és ezzel – tekintetbe véve, hogy Alsó-Navarrát vagy Dél-Navarrát már 1515-ben a Kasztíliai Királyság részévé nyilvánították – hivatalosan véget ért az önálló Navarrai Királyság története.

## Házasságai és gyermekei
Johanna első férje Gazdag Vilmos, Jülich, Kleve és Berg hercege lett. Házasságukra 1541-ben került sor, majd III. Pál pápa 1545-ben érvénytelenítette azt gyermektelenségre hivatkozva.
1548. október 20-án feleségül ment Antal, Vendôme hercegéhez. Kapcsolatukból összesen öt gyermek született, melyek közül ketten érték meg a felnőttkort.
- Henrik királyi herceg (1551–1553), Beaumont hercege, kisgyermekként elhunyt;
- Henrik királyi herceg (1553–1610), navarrai, majd 1589-től francia király;
- Lajos királyi herceg (1555–1557), Marle gróf, fiatalon elhunyt;
- Magdolna királyi hercegnő (1556), csecsemőként meghalt;
- Katalin királyi hercegnő (1559–1604), II. Henrik lotaringiai herceg első felesége lett.

## Forrás
Jegyzetek
1. ↑  Egész Navarra uralkodójának nevezte magát, de valójában az uralma csak Navarra északi csücskére, a Pireneusokon túli Alsó-Navarrára terjedt ki, amely ma Franciaország részét képezi, míg Navarra nagyobbik részét, Felső-Navarrát a Kasztíliai Királyság 1515-ben bekebelezte, és ma Spanyolország egyik autonóm tartománya.
2. ↑  Gazdag Vilmos herceg második felesége Ausztriai Mária főhercegnő, I. Ferdinánd német-római császár és magyar király és Jagelló Anna császárné leánya lett, akitől már születtek gyermekei. Ugyanakkor Vilmos herceg VIII. Henrik angol király sógora is volt, miután az angol király feleségül vette Vilmos húgát, Klevei Annát.

| További információk - Histoire des Comtes de Foix – 2014. április 22. - Foundation for Medieval Genealogy/Navarra Kings Genealogy – 2014. április 22. - Genealogía de los Reyes de Navarra – 2014. április 22. - Genealogias/Reyes y Reinos – 2014. április 22. - Mittelalter-Genealogie/Johanna III. d'Albret Königin von Navarra – 2014. április 22. - Mittelalter-Genealogie/Die Genealogie der Franken und Frankreichs\|Johanna III. d'Albret Königin von Navarra – 2014. április 22. - Alan Freer: The Descendants of William the Conqueror – 2014. április 22. - R. Anthony: Identification et Etude des Ossements des Rois de Navarre inhumés dans la Cathédrale de Lescar – 2014. április 22. | Irodalom - Anthony, Raoul: Identification et Etude des Ossements des Rois de Navarre inhumés dans la Cathédrale de Lescar, Masson, Párizs, 1931. URL: Lásd Külső hivatkozások - Diccionario de historia de España I-III, Madrid, 1968–1969. - Crescencio Gallego Pellitero: Síntesis histórica de los reyes en España (Años 364-1994), Vigo, 1994. |

| III. Johanna Albret-ház Született: 1528. január 7. Elhunyt: 1572. június 9. |                                                                       |                       |
|                                                                             |                                                                       |                       |
| Előző II. Henrik                                                            | Navarra királynője 1555. május 29. – 1572. június 9. Bourbon Antallal | Következő III. Henrik |